# Cambessedesia angelana
Cambessedesia angelana är en tvåhjärtbladig växtart som beskrevs av K. Fidanza och Frank Almeda. Cambessedesia angelana ingår i släktet Cambessedesia och familjen Melastomataceae. Inga underarter finns listade i Catalogue of Life.